# Arroyo Seco
Arroyo Seco − miasto w Argentynie leżące w prowincji Santa Fe. Według spisu z roku 2001 miasto liczyło około 24 tys. mieszkańców.
Arroyo Seco, założone w roku 1889, otrzymało prawa miejskie 12 kwietnia 1962.
Miasto jest siedzibą klubu piłkarskiego Real, a także miejscem narodzin (24 czerwca 1987) reprezentanta Argentyny Lionela Messiego.